# قصيدة اللمريكة

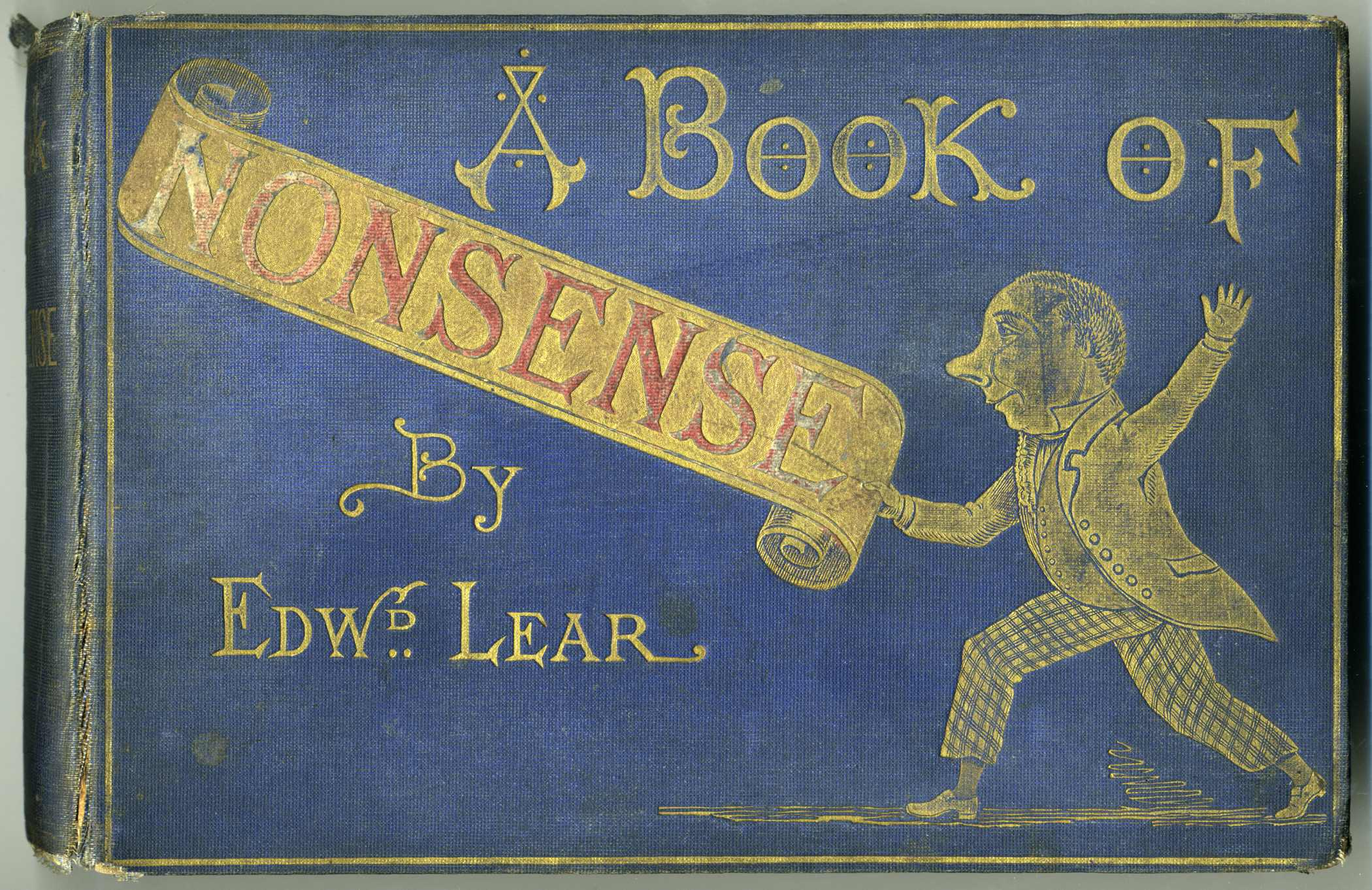

اللمريكة أو الخماسية الفكاهية قصيدة فكاهية أخذت اسمها من مدينة لمريك بأيرلندا، ولا يعرف أحد كيف وأين نشأ شكل هذه القصيدة التي تتكون من خمسة أبيات، ولها قافية قوية ووزن أو إيقاع خشن (دِي ـ دِي ـ دَمْ)، وتكتب على وزن بولتر، وهو وزن شعبي يتكوّن من 13 طرقة. تتحد القافية في البيت الأول والثاني والخامس، وتختلف عن البيت الثالث الذي يوافق الرابع في قافيته.
قد تتناول القصائد اللمريكية مجالاً واسعًا من الموضوعات. ويبدأ البيت الأول عادة بعبارة كان هناك. وينتهي باسم شخص أو مكان. وينتهي البيت الأخير بقافية غريبة أو متكلفة. وقد ساعد إدوارد لير على نشر هذا النوع من الشعر في كتاب التوافه.